# NGC 7698
NGC 7698 je lećasta galaktika u zviježđu Pegazu. 

## Vanjske poveznice
- (engl.) SEDS: NGC 7698
- (engl.) Hartmut Frommert: Revidirani Novi opći katalog
- (engl.) Izvangalaktička baza podataka NASA-e i IPAC-a
- (engl.) Astronomska baza podataka SIMBAD
- (engl.) VizieR
- DSS-ova slika NGC 7698  Arhivirana inačica izvorne stranice od 1. travnja 2016. (Wayback Machine)
- (engl.) Auke Slotegraaf: NGC 7698 Deep Sky Observer's Companion
- (engl.) Courtney Seligman: Objekti Novog općeg kataloga: NGC 7650 - 7699